# Пантя, Александру
Александру Григораш Пантя (рум. Alexandru Grigoraş Pantea; род. 11 сентября 2003, Бухарест) — румынский футболист, защитник клуба «Стяуа» и сборной Румынии.

## Клубная карьера
Пантя — воспитанник клуба «Стяуа». 21 июня 2020 года в матче против «Газ Метан» он дебютировал в чемпионате Румынии и стал первым игроком 2003 года рождения дебютировавшим в высшем дивизионе.
7 июля 2021 года, ради игровой практики Александру на правах аренды перешёл в клуб второго дивизиона «Германштадт». По итогам сезона он сыграл в 28 матчах и помог команде добиться повышения в классе. Летом 2022 года вернулся в расположение «Стяуа».

## Международная карьера
Выступал за сборные Румынии до 16, 17, 18, 19 и 20 лет. 20 ноября 2022 года в товарищеском матче против Молдавии он дебютировал в сборной Румынии.
В 2023 году в составе молодёжной сборной Румынии Пантя принял участие в молодёжном чемпионате Европы. На турнире он сыграл в матчах группового этапа против Испании, Украины и Хорватии.

## Достижения
«Стяуа»
- Обладатель Кубка Румынии — 2019/20